# Međimurje (regija)
Međimurje je povijesno-zemljopisni pojam koji označava područje na krajnjem sjeveru Hrvatske omeđen dvjema velikim rijekama, Murom i Dravom. Tradicionalno se zbog svog specifičnog identiteta, odnosno svojih značajki (povijesnih, kulturnih, prirodoslovnih, gospodarskih, socioloških i drugih) smatra regijom, odnosno mikroregijom. To područje se u administrativnom smislu najvećim dijelom poklapa s područjem Međimurske županije .
Taj najsjeverniji hrvatski kraj većim je dijelom aluvijalna ravnica (lokalnim rječnikom Dolnje Međimurje), a manjim, sjeverozapadnim dijelom je briježnog reljefa (Gornje Međimurje, zvano još i Međimurske gorice). Najviša je točka vrh Mohokos s 344 metra nadmorske visine, dok je nizinski dio oko 120-150 metara iznad razine mora.
Kroz povijest Međimurje nije uvijek administrativno bilo u sastavu Hrvatske (odnosno prije toga Slavonije), nego je povremeno bilo u sklopu ugarske Zaladske županije. Najprije se to dogodilo 1720. godine, kada je grof Mihael Ivan Althann uključio Međimurje u tu ugarsku županiju koja je graničila s Hrvatskom, a zatim je to bilo nakon dva kraća prekida (1785-1789. i 1848-1861.) te trajalo sve do 1918. Neki dijelovi Međimurja su tijekom prošlih stoljeća prestali biti njegov sastavni dio, jer su zbog nekih razloga prebačeni ili u druge dijelove Hrvatske (na primjer Legrad s okolicom je zbog promjene toka rijeke Drave postao dio Podravine) ili pak u Sloveniju (npr. Raskrižje i nekoliko njemu susjednih sela i zaselaka zbog nametnute slovenizacije Međimuraca).
Prvi pisani dokumenti o Međimurju potječu s početka 13. stoljeća, u vrijeme kada je ono bilo u posjedu plemićkih obitelji, koje su se ponekad relativno brzo izmjenjivale. Među onima koje su ga, od 14. stoljeća nadalje, dulje vrijeme posjedovale i ostavile značajniji trag bile su obitelji Lacković, Ernušt, Zrinski, Althann i Feštetić. 

## Vanjske poveznice
- Novija stručna literatura o Međimurju
- Literatura o zemljopisu, povijesti, demografiji i onomastici Međimurja  Arhivirana inačica izvorne stranice od 24. prosinca 2013. (Wayback Machine)
- Grof Mihael Ivan Althan uključio je 1720. godine Međimurje u ugarsku Zaladsku županiju gdje je, s kraćim prekidima, bilo do 1918.
- Najviši vrh Međimurja nalazi se na području Međimurskih gorica koje nemaju tipična planinska obilježja